# Ленжце (Нижньосілезьке воєводство)
Ленжце (пол. Łężce, нім. Langen) — село в Польщі, у гміні Пшемкув Польковицького повіту Нижньосілезького воєводства.
Населення — 128 осіб (2011).
У 1975-1998 роках село належало до Легницького воєводства.

## Демографія
Демографічна структура станом на 31 березня 2011 року:
|          | Загалом | Допрацездатний вік | Працездатний вік | Постпрацездатний вік |
| -------- | ------- | ------------------ | ---------------- | -------------------- |
| Чоловіки | 63      | 13                 | 44               | 6                    |
| Жінки    | 65      | 12                 | 37               | 16                   |
| Разом    | 128     | 25                 | 81               | 22                   |